# Leandro Cabrera
Leandro Cabrera Sasia (Montevidéu, Uruguai, 17 de junho de 1991) é um futebolista uruguaio. Atualmente joga pelo Espanyol.
Atua de zagueiro central, mas pode jogar com alguma versatilidade em outras parte da zaga.[carece de fontes?] Ele é neto de José Sasia, ex-jogador do Peñarol, Defensor Sporting e da Seleção Uruguaia.

## Títulos
Atlético de Madrid
- Liga Europa da UEFA: 2009–10